# Asgardi
Asgardi jsou fiktivní, vysoce vyspělou mimozemskou rasou ze sci-fi světa Hvězdné brány. Objevili se jak v seriálu Hvězdná brána, tak v seriálu Hvězdná brána: Atlantida. Byli členy Aliance čtyř velkých ras. Původně pocházejí z galaxie Ida, kde obývali planety Halla, Othalla a naposledy planetu Orilla. V průběhu jejich technologického vývoje vnesli svůj vliv i do naší galaxie. V minulosti často navštěvovali Zemi. Stali se spojenci Antiků a vystavěli zde své základny (například Adara II.). Několik jejich mezigalaktických lodí odletělo před 10 000 lety i do galaxie Pegasus, kde osídlili planetu s toxickou atmosférou. Na Zemi jsou Asgardi známí jako severští bohové Ásové.

## Historie
Asgardi pocházejí z galaxie Ida. V době, kdy se stali členy Aliance čtyř velkých ras, byla asgardská fyziologie podobná té lidské. Jelikož si chtěli prodloužit život, geneticky se upravili a tím si zničili schopnost reprodukce, Proto aby přežili jako druh vyvinuli vyspělý, ale ne zcela dokonalý klonovací systém. Po několika tisících letech jejich těla klonováním „zdegenerovala“ do stavu, jak je známe a jejich omezení se zvyšovala. Asgardi zjistili, že jsou blízko vyhynutí, a tak se pokoušeli klonovací systém zdokonalit (včetně nepovolených pokusů na lidech). Protože neustále vedli války nejprve s Goa'uldy, poté s Replikátory, nepodařilo se jim vyvinout technologii, která by jejich druh zachránila. Nakonec jejich poslední pokus o léčbu degenerace v nich zanechal rychle postupující onemocnění, proto předali všechny technologie a vědomosti lidem ze Země a poté sebe i svůj nový svět zničili. Od té doby byli Asgardi pokládáni za vyhynulé.
Na Atlantidu v galaxii Pegasus však zaútočilo cizí plavidlo, které se později ukázalo být Asgardské. Daniel Jackson se dozvěděl, že před tisíci lety opustilo Mléčnou dráhu několik Asgardských lodí, jejichž posádky v Pegasu chtěly v klidu hledal metodu, jak zastavit degeneraci své fyziologie. Poté, co se v jedné bitvě střetli s Wraithy přišli o lodě s mezigalaktickým hyperpohonem, byli nuceni uchýlit se na planetu bez Hvězdné brány ale během tisíciletí se atmosféra stala natolik toxickou, že přežili jen díky speciálním oblekům, které je chránily. Asgardi žijící na této planetě našli způsob jak zastavit degeneraci své fyziologie, díky experimentům na lidech. Jejich počet se však rozrostl a jejich planeta již nebyla schopna je uživit. Protože se obávali Wraithů, podařilo se jim z Atlantidy ukořistit komponent zařízení Attero, které vyvinul Antik jménem Janus. Tato technologie byla schopna destabilizovat wraithské hyperprostorové okno a to ničilo jejich lodě na kusy. Měla však vedlejší účinek, a to destrukci aktivních hvězdných bran v celé galaxii. Proto musel být přístroj zničen.

## Fyziologie
Asgardi vzhledem připomínají v Americe často zobrazované šedé vyzáblé mimozemšťany s velkýma očima. Asgardové již nejsou schopni klasické reprodukce. Aby se mohli rozmnožovat, musí využívat klonovací technologii. Jejich technologie umožňuje přemístit do klonovaných těl asgardské vědomí. Na konci seriálu Hvězdná brána se shromáždí na planetě Orilla, kde spáchají hromadnou sebevraždu.

## Společnost
Nejvyšším řídícím orgánem Asgardů je Nejvyšší rada Asgardů, představená v epizodě Rudé nebe. Ta má nejméně sedm členů. Asgardi se maskují před primitivními národy pod jejich ochranou pomocí holografické projekce jako severští bohové. Asgardi umístili na planety těchto národů zkoušky, podobné jako v Síni Thórovy moci na Cimmerii, aby mohli rozhodnout, kdy jsou tyto národy dosti vyspělé na to, aby jim Asgardi odhalili jejich skutečnou formu.

## Technologie
Asgardi mají značnou technologickou převahu vůči Goa'uldům. Proto je nepovažují za své největší nepřátele. Těmi jsou podle nich Replikátoři, využívající jejich vyspělé technologie proti nim.
Asgardské technologie jsou velmi účinné i v boji proti Oriům. Když vybaví pozemskou loď Odyssey svými zbraněmi, ta je jimi schopna zničit dvě Orijské lodě.
Asgardi mají také své vesmírné lodě, například lodě třídy O'Neill (které v seriálu bojovaly např. u superbrány) a (starší) lodě třídy Biliskner.

## Politika
Pro lidi ze Země je nejdůležitějším Asgardem Thór (nejvyšší velitel asgardské flotily), který v seriálu plní roli prostředníka mezi Tau'ri a Asgardy.
Asgardi vedli tisíce let válku s Goa'uldy, kteří se postupně stávali mocnějšími protivníky. Po návratu Anubise na galaktickou scénu se však stali Goa'uldi nepřítelem stejně silným, protože Anubis disponoval množstvím antické technologie.
Později Asgardi vedou těžkou válku s umělou formou života, známou jako Replikátoři. Replikátoři přivádí Asgardské impérium v trosky, flotila je značně oslabena a Asgardi již nejsou schopni plnit své závazky v naší galaxii. Jsou nuceni opustit domovskou planetu Othallu a uchýlit se na planetu novou. I zde jsou však napadeni. I když je později nalezena metoda jak Replikátory zničit, Asgardi nejsou schopni téměř ničeho. Po příchodu Oriů do naší galaxie se Asgardi rozhodnou zničit sebe i svou planetu, protože již nejsou schopni se nadále bránit, a navíc chtěli předejít úplné degeneraci svého druhu.
Asgardi byli stejně jako většina vyspělých ras zdrženliví ve sdílení pokročilé technologie s méně vyvinutými světy. Avšak poté, co byli několikrát zachráněni lidmi z planety Země, poskytovali jim postupně řadu svých technologií. Před masovou asgardskou sebevraždou na planetě Orilla předali Zemi všechny své technologie i vědomosti.

### Smlouva o chráněných planetách
Smlouva o chráněných planetách je dohoda, kterou Asgardi uzavřeli s Goa'uldskými Vládci soustavy. Jejím hlavním cílem bylo uchránit hrstku planet s lidskými civilizacemi před Goa'uldy. Před zničením Asgardů podléhalo této smlouvě 27 světů, včetně Cimmerie, K'Tau, PX3-595, Adary II., Galary a naposledy začleněné planety Země. Planeta Galar se díky asgardské ochraně v klidu vyvinula na technologickou úroveň Země. Již nějakou dobu před vyhynutím nebyli Asgardé schopni planety chránit, protože byli značně oslabeni ve válce s Replikátory.

### Aliance čtyř ras
Asgardi byli členy vesmírného společenství známého jako "Aliance čtyř ras". S dalšími třemi druhy, Antiky, Noxy a Furlingy se scházeli na planetě PB2-098, kde se ve velkém paláci Heliopolis nacházelo zařízení holograficky zobrazující databázi obsahující jejich znalosti v univerzálním jazyce, zapsaném pomocí znázornění různých chemických prvků v určitých vzdálenostech od zařízení.

## Postavy

### Hermiod
Hermiod byl Asgard, který byl Asgardskou radou přidělen na pozemskou loď Daedalus jako dozor. Měl sledovat, jak Pozemšťané využívají technologií, které Asgardi Zemi poskytli.

### Thór
Thór byl nejvyšším velitelem asgardské flotily a přítel Jacka O'Neilla. SG-1 se s ním poprvé setkává v epizodě Thórovo kladivo jako s hologramem vikinského válečníka. Později v epizodě Thórův vůz se SG-1 setkává se skutečným Thórem, když zachraňuje Cimerii před útokem Heru'ura.

### Další Asgardi
- Aegir byl velitelem Asgardské flotily chránící planetu Orilla v boji s Replikátory v epizodě Časy se mění. Byl pojmenován podle boha severské mytologie Aegira.
- Famrir byl po nějakou dobu hostitelem goa'uldského vládce soustavy Raa.
- Freyr byl členem Vysoké rady Asgardů pojmenovaný podle boha severské mytologie Freye. SG-1 se s ním porvé setkala v epizodě Rudé nebe na planetě K'Tau. V epizodě Kritický bod se s ním SG-1 opět setkává na K'Tau, aby požádali Asgardy o pomoc před blížícím se asteroidem, ale neuspěli.
- Heimdall byl Asgardský vědec pojmenovaný podle boha severské mytologie Heimdalla. SG-1 se sním setkává v epizodě Překvapivá odhalení, kde Hemidall provádí výzkum, kterým se snaží odstranit potíže Asgardské klonovací technologie.
- Kvasir byl Asgardský vědec a odborník na dilataci času, pojmenovaný podle boha severské mytologie Kvasiho. SG-1 se s ním setkává v epizodě Rezonanční efekt, kde pomáhá vyřešit problém s alternativními realitami. V epizodě Kamelot pomáhá Kvasir Carterové zprovoznit Orijskou Superbránu. V epizodě Z masa a kostí opravuje Kvasir asgardské transportní zařízení na palubě Odyssey.
- Loki tajně prováděl zakázané pokusy na lidech s cílem zastavit asgardskou degeneraci. Když dělal pokusy na O'Neillovi, byl dopaden a Thór ho potrestal. Není však známo jak.
- Penegal byl členem Vysoké rady Asgardů, který v epizodě Časy se mění informuje Thóra o útoku Replikátorů na planetu Orilla.